# Giải bóng đá Hạng Nhất Quốc gia 2025–26
Giải bóng đá Hạng Nhất Quốc gia 2025–26 (tiếng Anh: V.League 2 – 2025/26) là mùa giải thứ 32 của V.League 2. Giải bắt đầu vào ngày 19 tháng 9 năm 2025 và kết thúc vào ngày 20 tháng 6 năm 2026.
Lần đầu tiên kể từ mùa giải 2014, các đội bóng Hạng Nhất được phép đăng ký tối đa 1 cầu thủ ngoại quốc không có quốc tịch Việt Nam.

## Thay đổi trước mùa giải

### Thay đổi đội bóng
| Xuống hạng từ V.League 1 2024–25 - Quy Nhơn Bình Định Thăng hạng từ giải Hạng Nhì 2025 - Bắc Ninh - Đại học Văn Hiến - Gia Định - Quảng Ninh - Trẻ PVF-CAND | Thăng hạng đến V.League 1 2025–26 - Phù Đổng Ninh Bình - PVF–CAND Xuống hạng đến giải Hạng Nhì 2026 - Huế |

Vào ngày 1 tháng 8 năm 2025, Quảng Nam đã không đăng ký tham dự mùa giải 2025–26, do đó đội bóng này được VFF và VPF xem như đã rút lui không tham dự Giải bóng đá Vô địch Quốc gia 2025–26. Vào ngày 4 tháng 8, VPF đã xác nhận rằng đội đứng thứ ba của Giải bóng đá Hạng Nhất Quốc gia 2024–25 là PVF–CAND sẽ thay thế suất đá chính của Quảng Nam, sau khi đội á quân Trường Tươi Đồng Nai từ chối tham gia. Cùng với đó, Trẻ PVF-CAND và Lâm Đồng cũng được VPF đôn lên do đồng xếp vị trí thứ 3 bảng đấu của Giải bóng đá Hạng Nhì Quốc gia 2025. Tuy nhiên, chỉ Trẻ PVF-CAND nhận lời tham gia, Lâm Đồng do không đủ thời gian, kinh phí và nhân lực nên không thể tham gia.

#### Rút lui
- Đồng Nai

### Đổi tên
| Tên cũ                 | Tên mới               | Thời gian           |
| ---------------------- | --------------------- | ------------------- |
| Bà Rịa – Vũng Tàu      | Thành phố Hồ Chí Minh | 14 tháng 7 năm 2025 |
| Quy Nhơn Bình Định     | Quy Nhơn United       |                     |
| Trường Tươi Bình Phước | Trường Tươi Đồng Nai  | 1 tháng 8 năm 2025  |

### Tiền thưởng
Đội vô địch mùa giải 2025–26 sẽ nhận được số tiền thưởng trị giá 2 tỷ đồng. Đội á quân được thưởng 1 tỷ đồng và đội xếp thứ ba được 500 triệu đồng.

### Thể thức thi đấu
Giải đấu được tiến hành theo thể thức vòng tròn hai lượt trên sân nhà và sân khách với 26 vòng đấu và 156 trận đấu. Do giải có 13 đội thi đấu nên ở mỗi vòng đấu sẽ có 1 đội nghỉ. Đội bóng đứng đầu bảng xếp hạng sẽ giành chức vô địch và cùng với đội bóng xếp thứ hai thăng hạng lên V.League 1 2026–27; hai đội đứng cuối bảng xếp hạng sẽ phải xuống thi đấu tại Giải hạng Nhì Quốc gia 2027.

## Các đội bóng

### Sân vận động
| Đội bóng                  | Địa điểm          | Sân vận động            | Sức chứa |
| ------------------------- | ----------------- | ----------------------- | -------- |
| Bắc Ninh                  | Từ Sơn            | Sân vận động Từ Sơn     |          |
| Đại học Văn Hiến          |                   |                         |          |
| Đồng Tháp                 | Cao Lãnh          | Sân vận động Cao Lãnh   | 20.000   |
| Gia Định                  |                   |                         |          |
| Hòa Bình                  | Hòa Bình          | Sân vận động Hòa Bình   | 3.600    |
| Khatoco Khánh Hòa         | Nha Trang         | Sân vận động 19 tháng 8 | 18.000   |
| Long An                   | Long An           | Sân vận động Long An    | 19.975   |
| Quảng Ninh                | Cẩm Phả           | Sân vận động Cẩm Phả    | 16.000   |
| Quy Nhơn Bình Định        | Quy Nhơn          | Sân vận động Quy Nhơn   | 20.000   |
| Bà Rịa – Vũng Tàu         | Bà Rịa – Vũng Tàu | Sân vận động Bà Rịa     | 10.000   |
| Trẻ PVF–CAND              | Hưng Yên          | Sân vận động PVF - BCA  | 3.600    |
| Trẻ Thành phố Hồ Chí Minh | TP. Hồ Chí Minh   | Sân vận động Thống Nhất | 15.000   |
| Trường Tươi Đồng Nai      | Đồng Xoài         | Sân vận động Bình Phước | 11.000   |

### Số đội theo khu vực
| Số lượng | Khu vực                 | Đội |
| -------- | ----------------------- | --- |
| 6        | Đông Nam Bộ             | Đai học Văn Hiến, Gia Định, Long An, Thành phố Hồ Chí Minh, Trẻ Thành phố Hồ Chí Minh, Trường Tươi Đồng Nai |
| 3        | Đồng bằng sông Hồng     | Bắc Ninh, Trẻ PVF-CAND, Quảng Ninh                                                                          |
| 2        | Nam Trung Bộ            | Khatoco Khánh Hòa, Quy Nhơn Bình Định                                                                       |
| 1        | Tây Bắc Bộ              | Hòa Bình |
| 1        | Đồng bằng sông Cửu Long | Đồng Tháp                                                                                                   |

### Nhân sự, nhà tài trợ và áo đấu
Lưu ý: Cờ cho biết đội tuyển quốc gia như đã được xác định theo quy tắc đủ điều kiện FIFA. Cầu thủ có thể có nhiều quốc tịch không thuộc FIFA.
| Đội bóng                  | Huấn luyện viên   | Đội trưởng       | Nhà sản xuất áo đấu | Nhà tài trợ chính (trên áo đấu) |
| ------------------------- | ----------------- | ---------------- | ------------------- | ------------------------------- |
| Bắc Ninh                  | Paulo Foiani      | Lê Sỹ Minh       | Kamito              |                                 |
| Bà Rịa – Vũng Tàu         |                   |                  | Wika                |                                 |
| Đại học Văn Hiến          | Hoàng Hải Dương   | Lương Quốc Thắng | tự sản xuất         |                                 |
| Đồng Tháp                 | Phan Thanh Bình   | Trần Hữu Thắng   | Bulbal              |                                 |
| Gia Định                  | Huỳnh Quốc Anh    |                  | Grand Sport         |                                 |
| Hòa Bình                  | Lê Quốc Vượng     |                  | Kamito              |                                 |
| Khatoco Khánh Hòa         | Võ Đình Tân       | Việt Nam         | Kamito              |                                 |
| Long An                   | Nguyễn Văn Sỹ     | Việt Nam         | Grand Sport         |                                 |
| Quảng Ninh                | Nguyễn Văn Đàn    | Bùi Văn Hiếu     | Kelme               |                                 |
| Quy Nhơn Bình Định        | Trịnh Duy Quang   | Cao Văn Triền    | Kamito              |                                 |
| Trẻ PVF-CAND              | Nguyễn Anh Tuấn   |                  | Jogarbola           |                                 |
| Trẻ Thành phố Hồ Chí Minh | Trần Duy Quang    | Dương Văn Cường  | Wika                |                                 |
| Trường Tươi Đồng Nai      | Nguyễn Việt Thắng | Bùi Tấn Trường   | Jogarbola           |                                 |

### Cầu thủ nước ngoài
| Câu lạc bộ                | Cầu thủ 1   | Cầu thủ 2 (Cầu thủ Việt kiều chưa có quốc tịch Việt Nam) | Cầu thủ 3 (Cầu thủ Việt kiều chưa có quốc tịch Việt Nam) | Cầu thủ cũ |
| ------------------------- | ----------- | -------------------------------------------------------- | -------------------------------------------------------- | ---------- |
| Bắc Ninh                  | Kainã       | Eddie Tran                                               |                                                          |            |
| Bà Rịa – Vũng Tàu         |             | Zan Nguyen                                               |                                                          |            |
| Đại học Văn Hiến          |             |                                                          |                                                          |            |
| Đồng Tháp                 |             |                                                          |                                                          |            |
| Gia Định                  |             |                                                          |                                                          |            |
| Hòa Bình                  |             |                                                          |                                                          |            |
| Khatoco Khánh Hòa         |             |                                                          |                                                          |            |
| Long An                   |             |                                                          |                                                          |            |
| Quảng Ninh                |             |                                                          |                                                          |            |
| Quy Nhơn Bình Định        | Tháileon    |                                                          |                                                          |            |
| Trẻ PVF-CAND              |             |                                                          |                                                          |            |
| Trẻ Thành phố Hồ Chí Minh |             |                                                          |                                                          |            |
| Trường Tươi Đồng Nai      | Alex Sandro |                                                          |                                                          |            |

^1  Cầu thủ Việt kiều đã có quốc tịch Việt Nam được tính là nội binh.

## Bốc thăm
Lễ bốc thăm và xếp lịch thi đấu Giải bóng đá Hạng Nhất Quốc gia 2025–26 diễn ra vào lúc 10 giờ ngày 11 tháng 8 năm 2025 tại Liên đoàn bóng đá Việt Nam, Hà Nội.

### Nguyên tắc bốc thăm
- Không có đội nào đá 3 trận sân nhà liên tiếp hoặc 3 trận sân khách liên tiếp.
- Bốn vòng đầu và bốn vòng cuối: Mỗi đội thi đấu 2 trận sân nhà, 2 trận sân khách.
- Hai vòng đầu và hai vòng cuối ở lượt đi và về: Mỗi đội thi đấu 1 trận sân nhà và 1 trận sân khách.
- Hai vòng đấu cuối thi đấu cùng giờ trên tất cả sân đấu.

### Mã số thi đấu các đội
| Mã số | Đội                       |
| ----- | ------------------------- |
| 01    | Trẻ Thành phố Hồ Chí Minh |
| 02    | Đại học Văn Hiến          |
| 03    | Thành phố Hồ Chí Minh     |
| 04    | Gia Định                  |
| 05    | Quảng Ninh                |
| 06    | Bắc Ninh                  |
| 07    | Đồng Tháp                 |

| Mã số | Đội                  |
| ----- | -------------------- |
| 08    | Quy Nhơn Bình Định   |
| 09    | Hòa Bình             |
| 10    | Khatoco Khánh Hòa    |
| 11    | Trẻ PVF-CAND         |
| 12    | Long An              |
| 13    | Trường Tươi Đồng Nai |

## Phát sóng
Toàn bộ các trận đấu của V.League 2 2025–26 được phát sóng trên các kênh truyền hình và nền tảng sau:

### Truyền hình
- HTV: HTV Thể Thao, HTV1, HTV Key

### Nền tảng trực tuyến
- Ứng dụng OTT: FPT Play, TV360, VTVcab ON, SCTV Online, HTVC, MyTV, ON Plus,...

## Lịch thi đấu và kết quả

### Lịch thi đấu

#### Vòng 1
Không thi đấu: Đại học Văn Hiến
| tháng 9 năm 2025 | Trẻ Thành phố Hồ Chí Minh | –                            | Thành phố Hồ Chí Minh | Diên Hồng, Thành phố Hồ Chí Minh |  |
|                  |                           | [/ Chi tiết] FPT Play, TV360 |                       | Sân vận động: Thống Nhất         |  |

| tháng 9 năm 2025 | Quảng Ninh | –                            | Trường Tươi Đồng Nai | Cẩm Phả, Quảng Ninh   |  |
|                  |            | [/ Chi tiết] FPT Play, TV360 |                      | Sân vận động: Cẩm Phả |  |

| tháng 9 năm 2025 | Đồng Tháp | –                            | Quy Nhơn Bình Định | Mỹ Trà, Đồng Tháp      |  |
|                  |           | [/ Chi tiết] FPT Play, TV360 |                    | Sân vận động: Cao Lãnh |  |

| tháng 9 năm 2025 | Khatoco Khánh Hòa | –                            | Gia Định | Nha Trang, Khánh Hòa     |  |
|                  |                   | [/ Chi tiết] FPT Play, TV360 |          | Sân vận động: 19 tháng 8 |  |

| tháng 9 năm 2025 | Trẻ PVF-CAND | –                            | Hòa Bình | Nghĩa Trụ, Hưng Yên                     |  |
|                  |              | [/ Chi tiết] FPT Play, TV360 |          | Sân vận động: TTĐT trẻ PVF – Bộ Công An |  |

| tháng 9 năm 2025 | Long An | –                            | Bắc Ninh | Long An, Tây Ninh     |  |
|                  |         | [/ Chi tiết] FPT Play, TV360 |          | Sân vận động: Long An |  |

## Bảng xếp hạng
| VT | Đội                       | ST | T | H | B | BT | BB | HS | Đ | Thăng hạng hoặc xuống hạng        |
| -- | ------------------------- | -- | - | - | - | -- | -- | -- | - | --------------------------------- |
| 1  | Bắc Ninh                  | 0  | 0 | 0 | 0 | 0  | 0  | 0  | 0 | Thăng hạng lên V.League 1 2026–27 |
| 2  | Đại học Văn Hiến          | 0  | 0 | 0 | 0 | 0  | 0  | 0  | 0 | Thăng hạng lên V.League 1 2026–27 |
| 3  | Đồng Tháp                 | 0  | 0 | 0 | 0 | 0  | 0  | 0  | 0 |                                   |
| 4  | Gia Định                  | 0  | 0 | 0 | 0 | 0  | 0  | 0  | 0 |                                   |
| 5  | Hòa Bình                  | 0  | 0 | 0 | 0 | 0  | 0  | 0  | 0 |                                   |
| 6  | Khatoco Khánh Hòa         | 0  | 0 | 0 | 0 | 0  | 0  | 0  | 0 |                                   |
| 7  | Long An                   | 0  | 0 | 0 | 0 | 0  | 0  | 0  | 0 |                                   |
| 8  | Quảng Ninh                | 0  | 0 | 0 | 0 | 0  | 0  | 0  | 0 |                                   |
| 9  | Quy Nhơn Bình Định        | 0  | 0 | 0 | 0 | 0  | 0  | 0  | 0 |                                   |
| 10 | Trẻ PVF-CAND              | 0  | 0 | 0 | 0 | 0  | 0  | 0  | 0 |                                   |
| 11 | Thành phố Hồ Chí Minh     | 0  | 0 | 0 | 0 | 0  | 0  | 0  | 0 |                                   |
| 12 | Trẻ Thành phố Hồ Chí Minh | 0  | 0 | 0 | 0 | 0  | 0  | 0  | 0 | Xuống hạng Hạng Nhì Quốc gia 2026 |
| 13 | Trường Tươi Đồng Nai      | 0  | 0 | 0 | 0 | 0  | 0  | 0  | 0 | Xuống hạng Hạng Nhì Quốc gia 2026 |

Quy tắc xếp hạng: 1) Điểm; 2) Điểm đối đầu; 3) Hiệu số bàn thắng bại đối đầu; 4) Số bàn thắng đối đầu; 5) Hiệu số bàn thắng bại; 6) Tổng số bàn thắng; 7) Số bàn thắng trên sân khách; 8) Điểm fair-play.